# إليزابيث بورتر قاولد
إليزابيث بورتر قاولد (بالإنجليزية: Elizabeth Porter Gould)‏ هي مقالاتية وكاتِبة وشاعرة أمريكية، ولدت في 1848، وتوفيت في 1906.